# I легион Освободитель Макра
I легион Освободитель Макра (лат. Legio I Macriana Liberatrix) — легион, сформированный Луцием Клодием Макром в 68 году в северной Африке для участия в восстании против Нерона. После смерти Макра, в 69 году, был распущен Гальбой.

## Основание
Легион был сформирован в 68 году, когда легат III Августова легиона Луций Клодий Макр поднял в Северной Африке восстание против Нерона и объявил себя правителем независимого от Рима царства.
По примеру полководцев Республики, которые давали войскам под своим командованием свою собственную нумерацию, не принимающую в расчёт их положение в римской армии в целом, он назвал его Legio I Macriana Liberatrix.
Считалось, что в новый легион вошли части III Августова легиона, однако, это не так, поскольку III Августов легион в это же время действовал как самостоятельная единица.

## Расформирование
В 69 году, после убийства Макра по приказу Гальбы прокуратором Требонием Гарутианом, легион был распущен, так и не успев принять участие в боях.
В том же году, но позже, Вителлий, которому были нужны войска в Африке и поддержка против Веспасиана, вновь собрал войска расформированного легиона, и влил его в уже существующие кадровые части.

## Полезные ссылки
- Список римских легионов
- Легион на livius.org Архивная копия от 13 апреля 2007 на Wayback Machine
- Р.Канья «Легион» Архивная копия от 24 мая 2010 на Wayback Machine Краткое описание истории различных легионов на портале XLegio.
- Римская Слава Архивировано 28 ноября 2012 года. Античное военное искусство